# Zurian Hechavarría
Zurian Hechavarría (ur. 10 sierpnia 1995) – kubańska lekkoatletka specjalizująca się w biegu na 400 metrów przez płotki.
Zdobyła brązowy medal mistrzostw świata juniorów młodszych w 2011 we Francji.
Rekord życiowy: 55,00 (6 sierpnia 2019, Lima).

## Osiągnięcia
| Rok  | Impreza                               | Miejsce         | Konkurencja                 | Pozycja    | Wynik   |
| ---- | ------------------------------------- | --------------- | --------------------------- | ---------- | ------- |
| 2011 | Mistrzostwa świata juniorów młodszych | Lille Metropole | bieg na 400 m przez płotki  | 3. miejsce | 58,37   |
| 2014 | Igrzyska Ameryki Środkowej i Karaibów | Xalapa          | bieg na 400 m przez płotki  | 3. miejsce | 57,74   |
| 2015 | Igrzyska panamerykańskie              | Toronto         | bieg na 400 m przez płotki  | 4. miejsce | 56,72   |
| 2015 | Mistrzostwa NACAC                     | San José        | bieg na 400 m przez płotki  | 3. miejsce | 55,97   |
| 2016 | Młodzieżowe mistrzostwa NACAC         | San Salvador    | bieg na 400 m przez płotki  | 4. miejsce | 57,17   |
| 2016 | Igrzyska olimpijskie                  | Rio de Janeiro  | bieg na 400 m przez płotki  | eliminacje | 57,28   |
| 2017 | Mistrzostwa świata                    | Londyn          | bieg na 400 m przez płotki  | eliminacje | 56,44   |
| 2018 | Igrzyska Ameryki Środkowej i Karaibów | Barranquilla    | bieg na 400 m przez płotki  | 3. miejsce | 55,13   |
| 2018 | Igrzyska Ameryki Środkowej i Karaibów | Barranquilla    | sztafeta 4 × 400 m          | 1. miejsce | 3:29,48 |
| 2018 | Mistrzostwa NACAC                     | Toronto         | bieg na 400 m przez płotki  | 4. miejsce | 55,71   |
| 2019 | Igrzyska panamerykańskie              | Lima            | bieg na 400 m przez płotki  | 4. miejsce | 55,85   |
| 2019 | Igrzyska panamerykańskie              | Lima            | sztafeta 4 × 400 m          | 4. miejsce | 3:30,89 |
| 2019 | Mistrzostwa świata                    | Doha            | bieg na 400 m przez płotki  | półfinał   | 55,03   |
| 2019 | Mistrzostwa świata                    | Doha            | sztafeta 4 × 400 m          | eliminacje | 3:29,84 |
| 2021 | World Athletics Relays                | Chorzów         | sztafeta 4 x 400 m          | 1. miejsce | 3:28,41 |
| 2021 | Igrzyska olimpijskie                  | Tokio           | sztafeta 4 x 400 m          | 8. miejsce | 3:26,92 |
| 2022 | Mistrzostwa ibero-amerykańskie        | La Nucia        | bieg na 400 m przez płotki  | 4. miejsce | 55,68   |
| 2023 | Igrzyska Ameryki Środkowej i Karaibów | San Salvador    | bieg na 400 m przez płotki  | 1. miejsce | 55,52   |
| 2023 | Igrzyska Ameryki Środkowej i Karaibów | San Salvador    | sztafeta 4 x 400 m          | 1. miejsce | 3:26,08 |
| 2023 | Mistrzostwa świata                    | Budapeszt       | bieg na 400 m przez płotki  | eliminacje | 56,43   |
| 2023 | Mistrzostwa świata                    | Budapeszt       | sztafeta 4 × 400 m          | eliminacje | 3:29,70 |
| 2023 | Igrzyska panamerykańskie              | Santiago        | bieg na 400 m przez płotki  | 5. miejsce | 57,70   |
| 2023 | Igrzyska panamerykańskie              | Santiago        | sztafeta 4 × 400 m          | 1. miejsce | 3:33,15 |
| 2023 | Igrzyska panamerykańskie              | Santiago        | sztafeta mieszana 4 × 400 m | 4. miejsce | 3:21,20 |